# Rallus semiplumbeus
Rallus semiplumbeus là một loài chim trong họ Rallidae.